# 프랑스 혁명 기간 중 프랑스의 탈기독교화
프랑스 혁명 기간 동안 프랑스의 여러 정부가 실시한 여러 개별 정책의 목적은 정부의 대토지 토지 및 가톨릭교회가 보유한 막대한 자금의 전유에서부터 기독교 종교 관행의 종료 및 종교 활동의 종식에 이르기까지 다양했다. 이 운동이 대중적으로 동기를 부여받았는지 아니면 소수의 혁명적 급진주의자 집단에 의해 동기가 부여되었는지에 대해 많은 학문적 논쟁이 있어 왔다. 1801년 조약으로 끝난 이러한 정책은 후기의 덜 급진적인 라이시테 정책의 기초를 형성했다.
프랑스 혁명은 처음에는 교회 부패와 고위 성직자의 부에 대한 공격으로 시작되었는데, 이는 갈리아 교회가 혁명 이전 프랑스에서 지배적인 역할을 했기 때문에 많은 기독교인도 이를 이해할 수 있는 행동이었다. 공포 정치로 알려진 2년 동안 반성직주의 사건은 현대 유럽 역사상 가장 폭력적인 사건이 되었다. 새로운 혁명 당국은 교회를 탄압하고, 가톨릭 군주제를 폐지했으며, 교회 재산을 국유화하고, 30,000명의 사제를 추방하고, 수백 명을 더 살해했다. 1793년 10월, 기독교 달력은 혁명 날짜를 기준으로 계산되는 달력으로 대체되었고 자유, 이성, 최상 존재의 축제가 예정되었다. 이신론적 최고 존재 숭배와 무신론적 이성 숭배를 포함한 새로운 형태의 도덕적 종교가 등장했으며, 혁명 정부는 1794년 4월 전자의 준수를 일정 기간 명령했다.

## 같이 보기
- 기독교 박해